# Maudo Sey
Maudo Sey, född 4 september 1954 i Banjul, Gambia, död 17 april 2013 i Brännkyrka församling, Stockholm, var en gambisk-svensk musiker.

## Biografi
Vid sju års ålder blev han ivägskickad till sin far i Tivaouane, Senegal, för att senare gå i koranskola i Saint-Louis, Senegal.
Sey kom tillbaka från Senegal till sin släkt i Banjul som tjugoåring, och började där sin karriär som musiker. Han spelade med ett flertal band, framförallt Ifang Bundi. Han sjöng på wolof, mandinka och engelska.
Sitt stora genombrott i Västafrika fick Sey då han framförde Fångarnas kör ur Nabucco av Giuseppe Verdi tillsammans med L'Orchestre National de Dakar 1997. 2005 spelade han rollen som slaven Burt i Lars von Triers långfilm Manderlay. Hans motspelare var bland andra Danny Glover, Lauren Bacall och Willem Dafoe.  
2013 drabbades Sey av en stroke under en semesterresa i Gambia. Han fördes till Huddinge sjukhus där han senare avled. Han ligger begravd i Serekunda i Gambia.

## Familj
Maudo Sey var till 1987 gift med Katarina Bramme (född 1960) och därefter sambo med Madeleine Sundqvist (född 1964). Han var far till sex barn, inklusive sångerskan Fatima Bramme Sey (född 1985), radioprataren Amie Bramme Sey (född 1987) samt internationellt kända sångerskan Seinabo Sey (född 1990).